# Gustav Schliemann
Gustav Arnold Engelbert Schliemann (* 10. August 1841 in Ribnitz; † 20. Dezember 1873 in Leipzig) war ein deutscher Schauspieler.

## Leben
Als Sohn des Domanialamtsarztes Ernst Schliemann (1803–1872) geboren, besuchte Schliemann bis zum Abitur Ostern 1861 das Gymnasium Katharineum in Lübeck, zuletzt als Primus Omnium, und studierte dann Evangelische Theologie an den Universitäten Bonn, Rostock, Erlangen und Berlin. Während seines Studiums wurde er 1861 Mitglied der Burschenschaft Alemannia Bonn. Nebenbei arbeitete er als Hauslehrer und nahm Schauspielunterricht bei Anton Schwarz.
Am Berliner Liebhabertheater Urania machte er seine ersten Bühnenerfahrungen. 1869 war er bei der Hofbühne Meiningen engagiert und ging dann ans Stadttheater Mainz. Von 1871 bis 1873 war er am Stadttheater Leipzig.